# MG-133

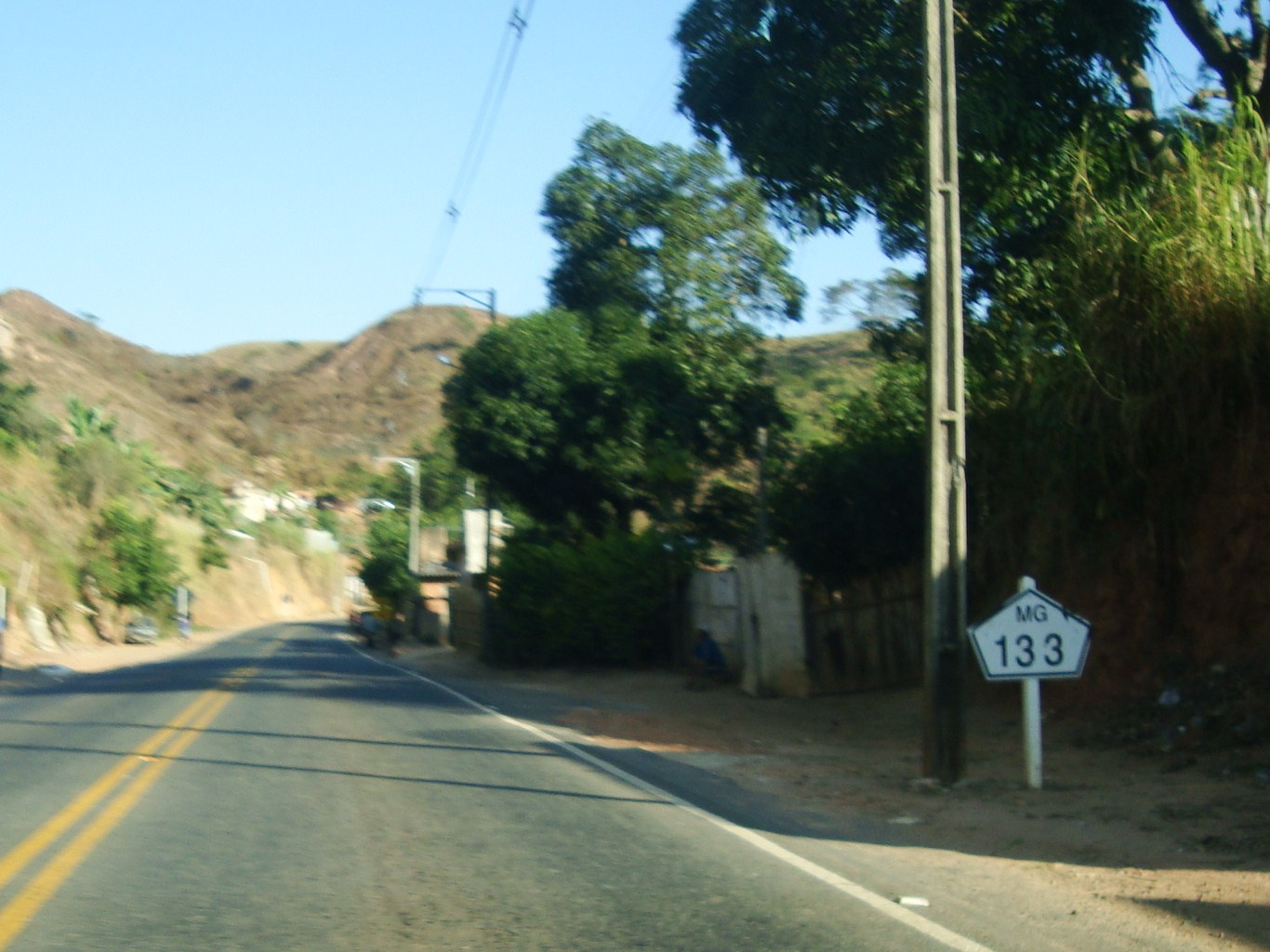
Trecho inicial da rodovia MG-133 no município de Rio Pomba, próximo ao entroncamento com a MGC-265.

A MG-133 é uma rodovia brasileira do estado de Minas Gerais. É uma rodovia longitudinal com 45,7 km de extensão, pavimentada em pista simples. A MG-133 liga a cidade de Rio Pomba (entroncamento com a MGC-265) à MG-353, nas proximidades de Coronel Pacheco. Serve os municípios de Rio Pomba, Tabuleiro, Rio Novo, Piau e Coronel Pacheco.

## Turismo
Localizada na mesorregião da Zona da Mata, a rodovia integra o circuito turístico dos Caminhos Verdes de Minas e é denominada Rodovia Engenheiro Luiz Otávio Gonçalves por força da Lei Estadual 19220.